# Neolamprologus bifasciatus
Neolamprologus bifasciatus är en fiskart som beskrevs av Büscher, 1993. Neolamprologus bifasciatus ingår i släktet Neolamprologus och familjen Cichlidae. Inga underarter finns listade i Catalogue of Life.